# Крылов (Ровненский район)
Крылов (укр. Крилів) — село в Корецкой городской общине Ровненского района Ровненской области Украины.
До 2020 года входило в Корецкий район.
Население по переписи 2001 года составляло 1600 человек. Почтовый индекс — 34746. Телефонный код — 3651.